# Karin Giphart
Karin Ellen Giphart (Dordrecht, 29 oktober 1968) is een Nederlandse auteur en singer-songwriter. In 2005 debuteerde zij met de roman Maak me blij en de cd And she bites.
Karin Giphart werd geboren in Dordrecht, als tweede kind van een huisvestingsambtenaar en Wijnie Jabaaij, die van 1977 tot 1989 lid van de Tweede Kamer was voor de PvdA. Haar vader en moeder scheidden toen Karin acht jaar oud was. Zij bleef bij haar moeder wonen, terwijl haar broer (Ronald Giphart) met zijn vader meeging.
Karin is afgestudeerd in Engelse literatuur en moeder van twee kinderen, een zoon en een dochter. Op haar dertigste realiseerde zij zich dat ze lesbisch was.
In 1995 overleed haar moeder, waar Ronald in 2000 het boek Ik omhels je met 1000 armen over schreef. Hij vroeg zijn zus daar een alinea aan toe te voegen. Omdat hij deze passage bij optredens vaak voorlas werd Karin door zijn uitgever gevraagd om zelf een roman te schrijven.
In Maak me blij (2005) speelt de verzorging en het overlijden van een moeder een belangrijke rol, evenals de lesbische scene in Amsterdam. Net als haar broer schrijft Karin Giphart beeldend en gedetailleerd over seks.
De hoofdpersoon in Maak me blij is net als Karin zelf een fervent lezer en schrijver van "Xena"- en "Star Trek: Voyager"-slash fanfiction.
Haar tweede boek, Iets tussen broer en zus, gaat over de liefde van broer en zus voor één en dezelfde vrouw.
Naast het schrijven maakt Karin muziek. Eveneens in 2005 kwam haar eerste cd uit, getiteld And she bites. Ook in haar songteksten staat de vrouwenliefde centraal.

## Discografie
- And she bites (2005)
- Recapture (2008)